# Rocketman (filme)
Rocketman é um filme musical biográfico de 2019 baseado na vida do músico Elton John. Dirigido por Dexter Fletcher e escrito por Lee Hall, é estrelado por Taron Egerton como John, com Jamie Bell, Richard Madden e Bryce Dallas Howard. O filme segue os primeiros dias de John como um prodígio na Royal Academy of Music para sua parceria musical com Bernie Taupin. O filme é intitulado após a música de 1972 de John "Rocket Man".
Um filme biográfico de Elton John estava em desenvolvimento há quase duas décadas, com o projeto passando por estúdios que incluem Walt Disney Studios e Focus Features, diretores incluindo Michael Gracey e atores como Tom Hardy e Justin Timberlake. Depois que diferenças criativas com a Focus interromperam o início de produção inicial em 2014, John levou o projeto para a Paramount Pictures, com Egerton e Fletcher entrando no elenco em abril de 2018. A filmagem começou em agosto de 2018 e foi concluída no final daquele ano.
Rocketman estreou no Festival de Cannes em 16 de maio de 2019, foi lançado no Reino Unido em 22 de maio de 2019 e nos Estados Unidos em 31 de maio de 2019, arrecadando, até ao momento, US$ 195,2 milhões ao redor do mundo, através de um orçamento de US$ 40 milhões.
O filme recebeu aclamação dos críticos, com destaque para o desempenho de Egerton e elogios aos figurinos, ao estilo visual, à trilha sonora e às sequências musicais do longa. É a primeira grande produção de Hollywood a mostrar uma cena de sexo gay masculino.

## Sinopse
O filme conta a história da vida de Elton John, de seus anos como prodígio na Royal Academy of Music, através de sua parceria musical influente e duradoura com Bernie Taupin, bem como suas lutas com depressão, abuso de substâncias e aceitação de sua orientação sexual.
Os eventos do filme são contados em flashback com a Narrativa moldura de Elton em uma reunião alcoólicos anônimos. Os flashbacks também contêm números musicais das canções de John, como imaginado em sua cabeça durante os momentos cruciais de sua vida.

## Elenco
- Taron Egerton como Elton John
- Jamie Bell como Bernie Taupin
- Richard Madden como John Reid
- Bryce Dallas Howard como Sheila Eileen
- Stephen Graham como Dick James
- Jason Pennycooke como Wilson
- Charlie Rowe como Ray Williams
- Gemma Jones como Ivy
- Kit Connor como Older Reggie
- Kamil Lemieszewski como Dr. Maverick/paramédico
- Steven Mackintosh como Stanley
- Jimmy Vee como Arthur
- Rachel Muldoon como Kiki Dee
- Celinde Schoenmaker como Renate Blauel
- Sharon D. Clarke como conselheiro alcoólico anônimo de Elton
- Tate Donovan como Doug Weston

## Dublagem brasileira
- Estúdio de dublagem: Delart[9]

## Lançamento e bilheteria
Rocketman fez sua estreia mundial no Festival de Cannes em 16 de maio de 2019, foi lançado no Reino Unido em 22 de maio de 2019 e nos Estados Unidos em 31 de maio 2019.
O filme arrecadou, até ao momento, 190,3 milhões de dólares mundialmente, com um orçamento de 40 milhões.

## Prêmios e indicações

### Oscar 2020(EUA)
| Data da Cerimônia      | Categoria              | Recipiente                                           | Resultado |
| ---------------------- | ---------------------- | ---------------------------------------------------- | --------- |
| 9 de Fevereiro de 2020 | Melhor Canção Original | (I'm Gonna) Love Me Again Elton John e Bernie Taupin | Venceu    |

### Festival de Cannes 2019(França)
| Data da Cerimônia  | Categoria  | Recipiente      | Resultado |
| ------------------ | ---------- | --------------- | --------- |
| 24 de Maio de 2019 | Queer Palm | Dexter Fletcher | Indicado  |

### Grammy Awards 2020(EUA)
| Data da Cerimônia     | Categoria                                            | Recipiente    | Resultado |
| --------------------- | ---------------------------------------------------- | ------------- | --------- |
| 26 de Janeiro de 2020 | Melhor Compilação de Trilha Sonora para Mídia Visual | Taron Egerton | Indicado  |

### Screen Actors Guild 2020(EUA)
| Data da Cerimônia     | Categoria            | Recipiente    | Resultado |
| --------------------- | -------------------- | ------------- | --------- |
| 19 de Janeiro de 2020 | Melhor Ator - Cinema | Taron Egerton | Indicado  |

### Globo de Ouro 2020(EUA)
| Data da Cerimônia    | Categoria                         | Recipiente                                           | Resultado |
| -------------------- | --------------------------------- | ---------------------------------------------------- | --------- |
| 5 de Janeiro de 2020 | Melhor Filme - Comédia ou Musical | Dexter Fletcher                                      | Indicado  |
| 5 de Janeiro de 2020 | Melhor Ator - Comédia ou Musical  | Taron Egerton                                        | Venceu    |
| 5 de Janeiro de 2020 | Melhor Canção Original            | (I'm Gonna) Love Me Again Elton John e Bernie Taupin | Venceu    |

### BAFTA 2020(Reino Unido)
| Data da Cerimônia      | Categoria                         | Recipiente                                                                          | Resultado |
| ---------------------- | --------------------------------- | ----------------------------------------------------------------------------------- | --------- |
| 2 de Fevereiro de 2020 | Melhor Filme Britânico            | Dexter Fletcher, Adam Bohling, David Furnish, David Reid, Matthew Vaughn e Lee Hall | Indicado  |
| 2 de Fevereiro de 2020 | Melhor Ator                       | Taron Egerton                                                                       | Indicado  |
| 2 de Fevereiro de 2020 | Melhor Som                        | Matthew Collinge, John Hayes, Mike Prestwood Smith e Danny Sheehan                  | Indicado  |
| 2 de Fevereiro de 2020 | Melhor Maquiagem e Caracterização |                                                                                     | Indicado  |

### Critics' Choice Awards 2020(EUA)
| Data da Cerimônia     | Categoria                 | Recipiente                                           | Resultado |
| --------------------- | ------------------------- | ---------------------------------------------------- | --------- |
| 12 de Janeiro de 2020 | Melhor Figurino           | Julian Day                                           | Indicado  |
| 12 de Janeiro de 2020 | Melhor Cabelo e Maquiagem |                                                      | Indicado  |
| 12 de Janeiro de 2020 | Melhor Canção Original    | (I'm Gonna) Love Me Again Elton John e Bernie Taupin | Venceu    |

### Satellite Awards 2020(EUA)
| Data da Cerimônia      | Categoria                                 | Recipiente                                           | Resultado |
| ---------------------- | ----------------------------------------- | ---------------------------------------------------- | --------- |
| 19 de Dezembro de 2019 | Melhor Filme - Comédia ou Musical         | Dexter Fletcher                                      | Indicado  |
| 19 de Dezembro de 2019 | Melhor Ator em Filme - Comédia ou Musical | Taron Egerton                                        | Venceu    |
| 19 de Dezembro de 2019 | Melhor Canção Original                    | (I'm Gonna) Love Me Again Elton John e Bernie Taupin | Venceu    |
| 19 de Dezembro de 2019 | Melhor Cinematografia                     | George Richmond                                      | Indicado  |
| 19 de Dezembro de 2019 | Melhor Edição de Filme                    | Chris Dickens                                        | Indicado  |
| 19 de Dezembro de 2019 | Melhor Som - Edição e Mixagem             | Matthew Collinge e John Hayes                        | Indicado  |
| 19 de Dezembro de 2019 | Melhor Figurino                           | Julian Day                                           | Indicado  |